# TA8
TA8 (Tomb of Amarna 8) è la sigla che identifica una delle Tombe dei nobili ubicate nell'area dell'antica Akhetaton, oggi nota come Amarna, capitale voluta e costruita dal faraone Amenhotep IV/Akhenaton della XVIII dinastia. La città venne abbandonata circa 30 anni dopo la sua fondazione; le tombe vennero abbandonate e in parte riutilizzate in epoca moderna come romitaggi di monaci copti. L'abbandono millenario e i danni causati dalla presenza umana hanno spesso reso irriconoscibili le strutture originarie e danneggiato pesantemente, quando non reso illeggibili, scene pittoriche e rilievi parietali.

## Titolare
TA8 era la tomba di:
| Titolare | Titolo | Necropoli | Dinastia/Periodo | Note             |
| -------- | --- | --------- | ---------------- | ---------------- |
| Tutu     | Ciambellano; Primo servo di Neferkheperura-waenra Akhenaton nella casa di Aton in Akhetaton; Primo servo di Neferkheperura-waenra [Akhenaton] sulla barca wia; Sovrintendente di tutti gli artigiani del Signore delle Due Terre; Sovrintendente di tutti i lavori di Sua Maestà; Sovrintendente dell'argento e dell'oro del Signore delle Due Terre; Sovrintendente del tesoro di Aton in Akhetaton; Capo dei portavoce | Amarna    | XVIII dinastia   | area meridionale |

## Biografia
Nessuna notizia biografica è ricavabile dalla tomba amarniana.

## La tomba
Planimetricamente TA8 si presenta con un breve corridoio che, partendo dalla facciata esterna, immette in una sala trasversale colonnata (6 colonne e 6 paraste di colonne) in cui si aprono alcune stanze laterali (alcune incompiute). Al centro della parete est si apre un corridoio perpendicolare alla sala precedente, mentre nell'angolo est della sala trasversale una scala adduce all'appartamento sotterraneo.
TA8, presenta una facciata che richiama quella di accesso di una mastaba; la scarsa altezza della falesia in cui la tomba è scavata venne supplita scavando la pavimentazione a un livello inferiore al piano di calpestio circostante. La facciata presenta, ai lati dell'ingresso, la particolarità di avere (nn. 1 e 2 in planimetria) dodici colonne di testo (7 a sinistra e 5 a destra) pesantemente danneggiate; sono inoltre qui rappresentate tre principesse con sistri, balie, portatori di flabello e scribi, che accompagnano il re Akhenaton e la regina Nefertiti e, forse, la sorella di quest'ultima Mutnodjemet. Una teoria di geroglifici convergono verso il centro dell'ingresso da cui un corridoio, sulle cui pareti (3–4) è rappresentata la famiglia reale in adorazione dell'Aton e il defunto in ginocchio, immette in una sala colonnata con sei colonne e un muro, parallelo alla teoria di colonne, da cui sporgono altrettante paraste di colonne. Sulle pareti: nella parte superiore (5–7) il defunto in presenza delle immagini del re e della regina (distrutte) seduti dinanzi ad un ingresso del Palazzo Reale, in presenza di funzionari e cortigiani. Nella parte bassa (6–7) il defunto e alcuni oranti; segue (8) la rappresentazione del defunto, di funzionari e servi, fuori dal Palazzo. Parimenti su altra parete (9–11), nella parte alta il defunto premiato dal re e dalla regina che si affacciano ad un balcone in presenza di stranieri, funzionari, servi, mentre in basso alcuni carri sono in attesa. Segue, nella parte inferiore (10–11), il defunto e alcuni oranti; poco oltre (12–13) nella parte alta il defunto viene scortato verso casa da alcuni amici. Sugli architrave di due locali laterali (14–15) il defunto in ginocchio in adorazione del cartiglio di Aton. Su una delle colonne (16) e sull'architrave corrispondente (17) scene della famiglia reale in adorazione di Aton e del defunto in ginocchio.

### Annotazioni
1. ↑  La numerazione dei locali e delle pareti segue quella di Porter e Moss 1968, p. 220.
2. ↑  Nei resoconti di Robert Hay la TA8 viene indicata come La tomba maggiore nei pressi di Hadgi Qandell, mentre Karl Richard Lepsius la indica, nei suoi lavori con il numero 2.
3. ↑  Il nome di Aton, iscritto in due cartigli come quello dei re, è riportato nella cosiddetta prima forma didattica usata dall'anno I all'anno IX: Lunga vita a Ra-Horakhti che si rallegra nell'orizzonte, nel suo nome di Shu che è Aton, mentre in altre iscrizioni viene impiegato il secondo nome didattico, in uso dall'anno IX: Lunga vita a Ra sovrano dei Due Orizzonti che si rallegra nell'orizzonte, nel suo nome di Ra che è Aton con l'eliminazione, perciò, di riferimenti ad altre divinità che non siano Ra, ovvero la manifestazione più pura del sole.

### Fonti
1. 1 2  Davies 1903, Parte VI, p. 7.
2. ↑  Reeves 2001, p. 136.
3. ↑  Davies 1903, Parte VI, pp. 7-15, Tavv. da XI a XXI.
4. ↑  Porter e Moss 1968, Parte IV, p. 221.
5. ↑  Davies 1903, Parte VI, p. 31 per la traduzione.
6. ↑  Porter e Moss 1968, Vol. IV, pp. 221-222.
7. ↑  Davies 1903, Parte VI, pp. 7-15.